# Piazza Malpighi
Piazza Malpighi è una piazza del centro storico di Bologna, ubicata nel Quartiere Porto-Saragozza e intitolata al medico e anatomista seicentesco Marcello Malpighi. Già nota come Seliciata di San Francesco (e tuttora come Salghè ed San Franzàssc in bolognese), in ragione della prossimità all'omonima basilica, nel 1874 ha assunto la sua denominazione attuale.
Rilevante snodo del traffico del centro, ivi confluiscono le vie Ugo Bassi, Marconi, San Felice, Pratello, Sant’Isaia, Nosadella, Barberia, Porta Nova e piazza San Francesco. Costituisce inoltre fermata per il trasporto pubblico locale su gomma gestito da TPER e per i bus turistici.
Nell'estremità settentrionale della piazza si erge la colonna dell'Immacolata, in cima alla quale è posta una statua della Madonna in rame, realizzata nel 1638 da Giovanni Tedeschi su disegno di Guido Reni. 
Sulla piazza si affaccia il convento e il lato absidale della basilica di San Francesco, dove si trovano alcune tombe dei Glossatori della Scuola bolognese.
Il 24 luglio 1943, come altre zone della città la piazza ha subito i bombardamenti.